# Hanabusa Itchō
Hanabusa  Itchō  (japanisch 英 一蝶, eigentlich Taga Isaburō (多賀 猪三郎); geb.  1652 in Osaka; gest. 7. Februar 1724) war ein japanischer Maler während der mittleren Edo-Zeit. Er führte eine ganze Reihe von Künstlernamen: Chōko (朝湖), Gyōun (暁雲), Hokusōō (北窓翁), Hōshō (宝蕉), Ikkan Sanjin (一閑散人), Ippō Kanjin (一蜂閑人), Itchō (一蝶), Kansetsu (澗雪), Kyōundō (狂雲堂), Kyūsōdō (旧草堂), Rinshoan (隣松庵), Rintōan (隣濤庵), Rokusō (六巣), Sasuiō (蓑翠翁), Sesshō (雪蕉), Shurinsai (狩林斎), Suisaiō (翠蓑翁), Tōitchō (島一蜂), Undō (雲堂), Ushimaro (牛麿), Waō (和央).

## Leben und Werk
Hanabusa Itchō war Sohn des Arztes Taga Hakuan, der verschiedenen Daimyō diente. Er ging mit 15 Jahren nach Edo und wollte buddhistischer Priester unter dem Namen „Chōko“ (朝湖) werden. Er erwies sich als zu ungestüm und gab das auf. Er studierte dann Malerei unter Kanō Yasunobu, aber auch hier rebellierte er, diesmal gegen die Kanō-Tradition, so dass er die Malschule verlassen musste. Danach suchte er die individuelle Förderung durch Kaufleute in den großen Städten, statt offizielle Anerkennung durch den Shōgun oder der Daimyō zu erlangen.
1698 wurde Itchō auf die  Insel Miyake-jima verbannt, da er sich Späße über eine bevorzugte Konkubine des Shōguns erlaubt hatte. Es wurde ihm aber erlaubt, dort zu malen, so dass er Bilder verkaufen konnte, die er als „Tōitchō“, also als „Insel Itchō“, signierte. Heute werden gerade diese Bilder in Japan sehr geschätzt. 1709 wurde er begnadigt und kehrte nach Edo zurück. wo er sich im Ortsteil Fukagawa niederließ. Das war die Zeit, ab der er sich „Hanabusa Itchō“ nannte. Typisch für Künstler der Genroku-Ära (1688–1704) lebte er ein Vagabundenleben. 
Itchō war ein herausragender Darsteller des täglichen Lebens seiner Zeit, malte Straßenszenen, herumwandernde Sänger, die Einwohner des Vergnügungsviertels Yoshiwara. Er war auch ein guter Dichter. Das Schreiben von Haikus hatte er von seinem Freund Matsuo Bashō gelernt. So zeigen viele seiner Bilder literarische Anspielungen. Er war einer der originellsten Maler, die durch die Kanō-Schule gegangen waren: fröhlich, unbeschwert, mit Anklängen an das Ukiyo-e, ohne dessen Inhaltsbeschränkungen zu übernehmen. Er war auch gut in seinen Zeichnungen, insgesamt beurteilt, nicht zu Unrecht berühmt.
Die Bildrolle „Zeit“ (Himachi zu) im Idemitsu-Kunstmuseum entstand während des Exils. „Pferde ausführen in der Morgensonne“ (Chōton eiba zu) im Seikadō-Kunstmuseum, und „Nunosarashi-Tanz“ (Nunosarashi mai zu). 

## Bilder

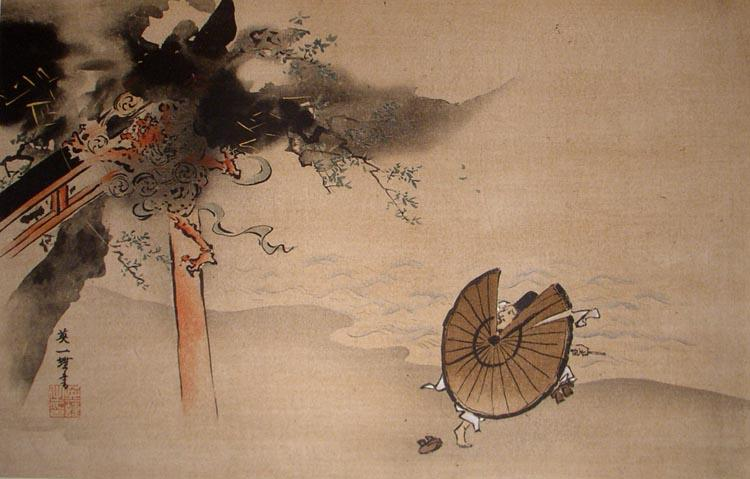
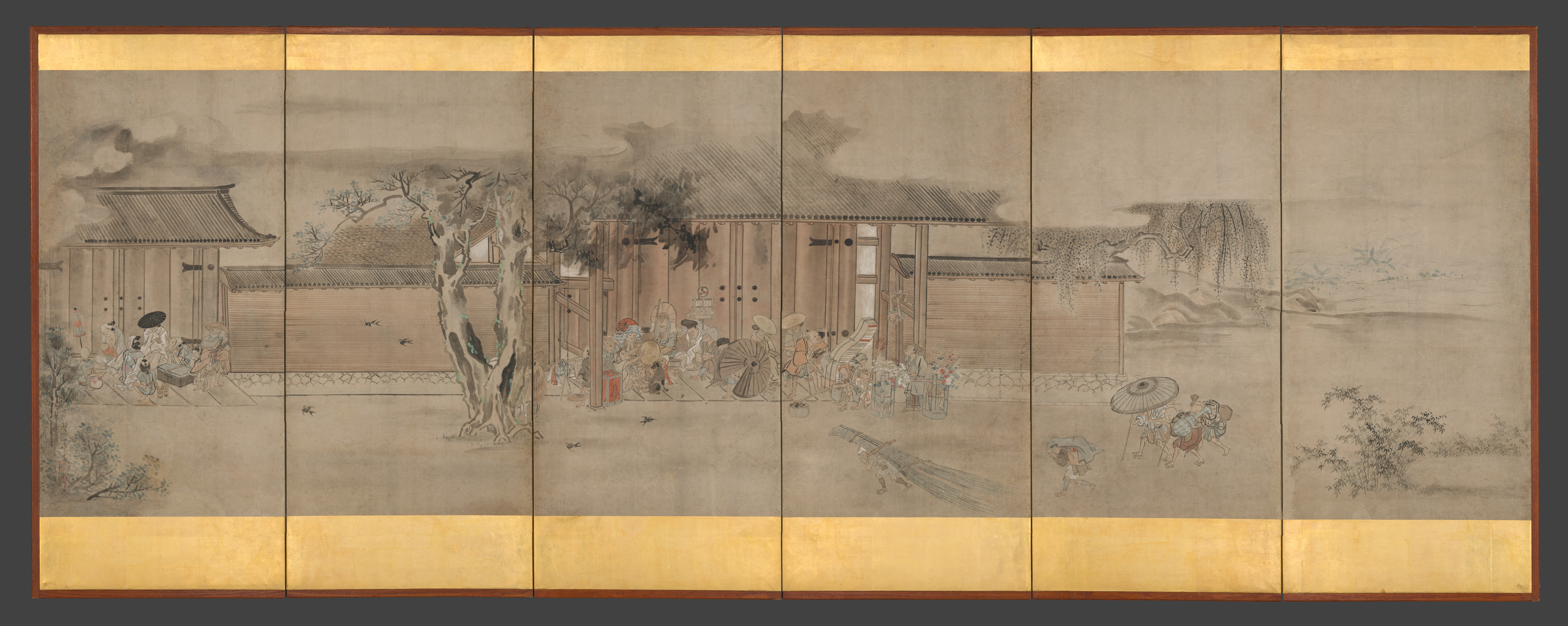
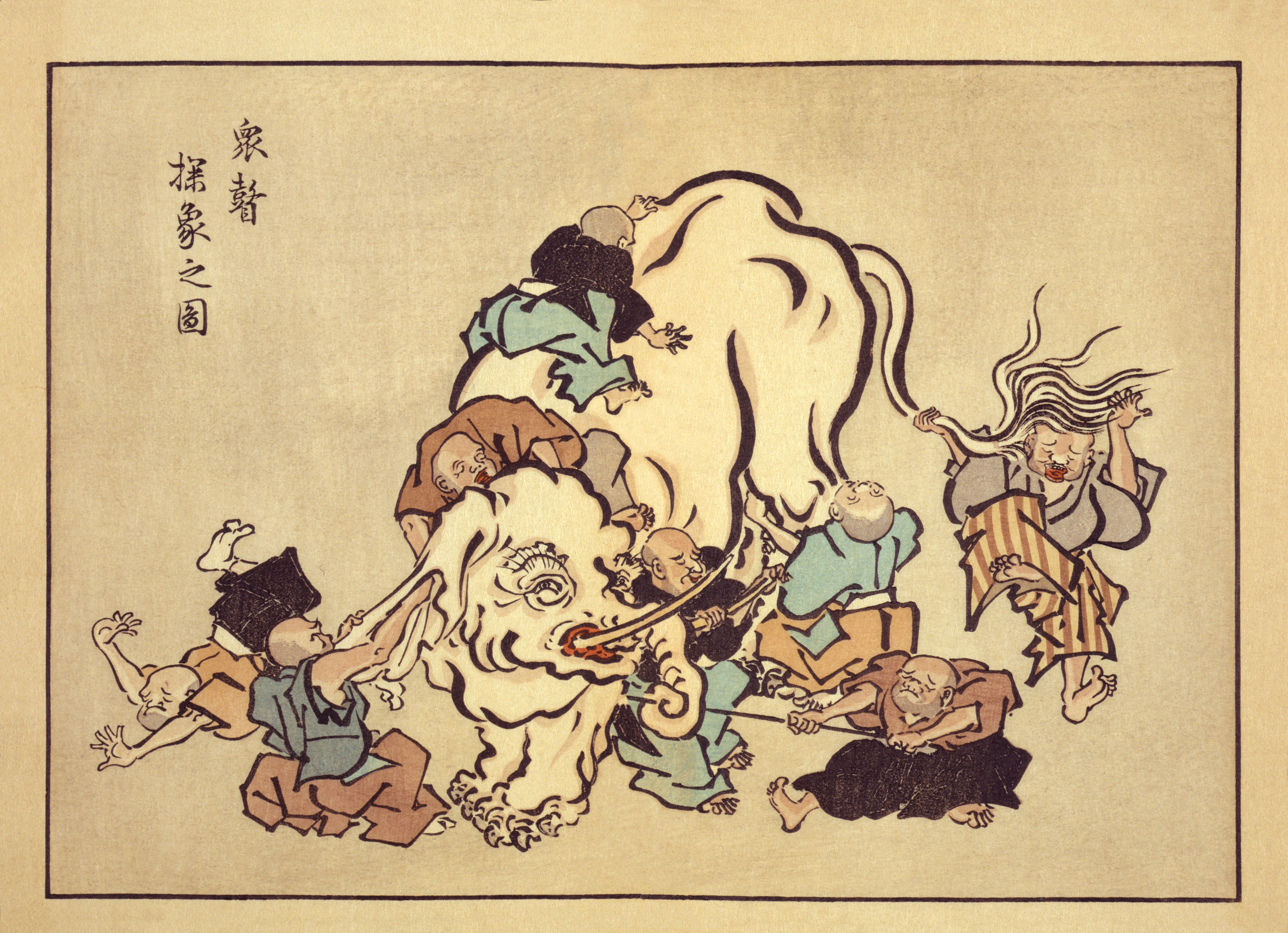
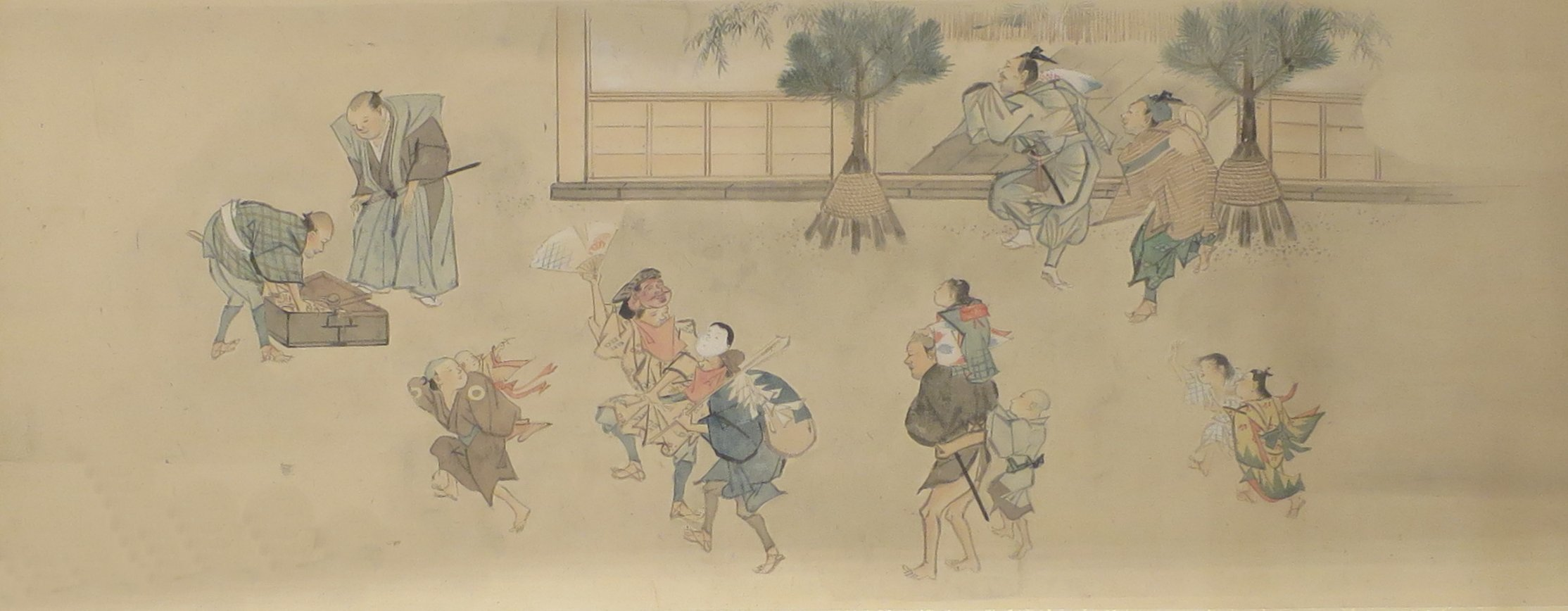